# David Herold (calciatore)
David Herold (Mindelheim, 20 febbraio 2003) è un calciatore tedesco, difensore del Karlsruhe.

## Caratteristiche tecniche
È un terzino sinistro.

## Carriera

### Club
Herold è cresciuto nel settore giovanile del Bayern Monaco ed ha debuttato con la seconda squadra il 13 agosto 2021 nell'incontro di Regionalliga vinto 6-1 contro il Pipinsried. Ha segnato il suo primo gol il 13 aprile 2022, sempre contro il Pipinsried. Il 1º giugno 2022 ha firmato il suo primo contratto con i bavaresi e successivamente ha partecipato alla tournée estiva con la prima squadra.
Il 6 febbraio 2023 è stato ceduto in prestito all'Altach, dove ha debuttato a livello professionistico una settimana più tardi nell'incontro di Bundesliga perso 1-0 contro il LASK. Il 29 giugno seguente ha prolungato il contratto fino al 2026 ed è passato in prestito al Karlsruhe per tutta la durata della stagione.
Il 24 maggio 2024 è stato riscattato dal club biancoblù.

### Nazionale
Ha giocato nella nazionali giovanili tedesche Under-16, Under-17, Under-18, Under-19 ed Under-20.

## Statistiche

### Presenze e reti nei club
Statistiche aggiornate al 16 febbraio 2025.
| Stagione                | Squadra                 | Campionato              | Campionato | Campionato | Coppe nazionali | Coppe nazionali | Coppe nazionali | Coppe continentali | Coppe continentali | Coppe continentali | Altre coppe | Altre coppe | Altre coppe | Totale | Totale | Totale |
| Stagione                | Squadra                 | Comp                    | Pres       | Reti       | Comp            | Pres            | Reti            | Comp               | Pres               | Reti               | Comp        | Pres        | Reti        | Pres   | Reti   |        |
| ----------------------- | ----------------------- | ----------------------- | ---------- | ---------- | --------------- | --------------- | --------------- | ------------------ | ------------------ | ------------------ | ----------- | ----------- | ----------- | ------ | ------ | ------ |
| 2021-2022               | Bayern Monaco II        | RL                      | 13         | 1          | -               | -               | -               | -                  | -                  | -                  | -           | -           | -           | 13     | 1      |        |
| 2022-feb. 2023          | Bayern Monaco II        | RL                      | 18         | 0          | -               | -               | -               | -                  | -                  | -                  | -           | -           | -           | 18     | 0      |        |
| Totale Bayern Monaco II | Totale Bayern Monaco II | Totale Bayern Monaco II | 31         | 1          |                 | -               | -               |                    | -                  | -                  |             | -           | -           | 31     | 1      |        |
| feb.-giu. 2023          | Altach                  | BL                      | 15         | 0          | CA              | 0               | 0               | -                  | -                  | -                  | -           | -           | -           | 15     | 0      |        |
| 2023-2024               | Karlsruhe               | 2L                      | 23         | 1          | CG              | 1               | 0               | -                  | -                  | -                  | -           | -           | -           | 24     | 1      |        |
| 2024-2025               | Karlsruhe               | 2L                      | 22         | 0          | CG              | 3               | 1               | -                  | -                  | -                  | -           | -           | -           | 25     | 1      |        |
| Totale Karlsruhe        | Totale Karlsruhe        | Totale Karlsruhe        | 45         | 1          |                 | 4               | 1               |                    | -                  | -                  |             | -           | -           | 49     | 2      |        |
| Totale carriera         | Totale carriera         | Totale carriera         | 91         | 2          |                 | 4               | 1               |                    | -                  | -                  |             | -           | -           | 95     | 3      |        |